# Het geluid van Noord
Het geluid van Noord is een artistiek kunstwerk in Amsterdam-Noord.
Het kunstwerk maakt deel uit van een aantal kunstwerken dat speciaal gemaakt werd voor het begin 21e eeuw sterk veranderende Amsterdam-Noord. De (aanleg van de) Noord/Zuidlijn bracht allerlei ontwikkelingen tot stand, die zowel positief (betere verbinding) als negatief (gentrificatie) uitpakten. In het kader van die ontwikkelingen werd onder de naam Mooimakers een aantal kunstwerken gerealiseerd door de gemeente Amsterdam, "Stichting Makers aan het IJ" en "jongerenorganisatie DOCK". 
Het geluid van Noord is daarbij een verbeelding van verhalen over de geluiden van buurtbewoners uit de Van der Pekbuurt. Kunstenaars Marte Haverkamp en Marijke vertaalden deze verhalen naar een kolom tekeningen op het Van der Pekplein. Karakteristieke geluiden uit de wijk werden weergeven, zoals het continue heien voor nieuwbouw, het afnemend vogelgekwetter (deels als gevolg daarvan), het klateren van de pontklep en gehorigheid van woningen. 
Het kunstwerk is sinds 8 oktober 2022 te zien rondom een boom op het horecaterras aan de westzijde van het plein.